# Brian Fitzpatrick (Politiker, 1973)

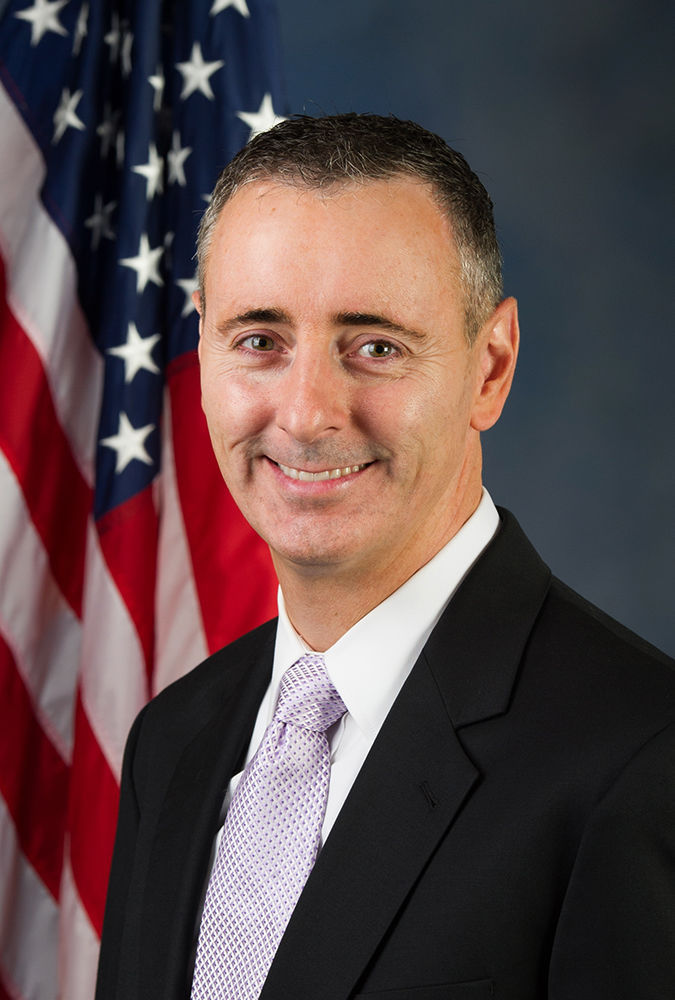
Brian Fitzpatrick (2017)

Brian Kevin Fitzpatrick (* 17. Dezember 1973 in Philadelphia, Pennsylvania) ist ein US-amerikanischer Politiker der Republikanischen Partei. Seit Januar 2017 vertritt er
den Bundesstaat Pennsylvania im US-Repräsentantenhaus, zunächst den achten Kongresswahlbezirk und seit 2019 den ersten Wahlbezirk.

## Werdegang
Brian Fitzpatrick ist der jüngere Bruder des ehemaligen Kongressabgeordneten Mike Fitzpatrick.
Bis 1992 besuchte er die Bishop Egan High School in Fairless Hills (Pennsylvania). Er studierte an der La Salle University, die er 1996 mit einem Bachelor of Science in Business Administration verließ. Danach besuchte er die Pennsylvania State University in Carlisle (Pennsylvania), wo er 2001 den Master of Business Administration erwarb. Im selben Jahr erlangte er in einem zusätzlichen Jurastudium, ebenfalls an der Pennsylvania State University, den Juris Doctor (J.D.). Im Anschluss wurde er als Rechtsanwalt zugelassen.
Er arbeitete zunächst beim US-Justizministerium als Sonderstaatsanwalt (Special Assistant United States Attorney). Anschließend wurde er beim FBI angestellt, wo er verschiedene Funktionen bekleidete. Er war unter anderem Ermittler, leitender Mitarbeiter der Antikorruptionsabteilung und einer der Direktoren der Abteilung zur Überwachung der Wahlgesetze. Zuletzt praktiziert er als Anwalt und als Certified Public Accountant (Wirtschaftsprüfer).

## Politik
Bei der Wahl 2016 wurde Brian Fitzpatrick im achten Distrikt Pennsylvanias mit 54,4 % gegen den Demokraten Steve Santarsiero in das US-Repräsentantenhaus gewählt, wo er am 3. Januar 2017 die Nachfolge seines Bruders antrat, der nicht mehr kandidiert war. Der Wahlbezirk entspricht weitgehend dem Bucks County im Südosten des Bundesstaates, das Teil der Metropolregion Delaware Valley nördlich von Philadelphia ist. Nach dem Neuzuschnitt der Wahlkreise trat Fitzpatrick bei der Wahl 2018 im ersten Kongresswahlbezirk an, der geographisch weitgehend seinem bisherigen Bezirk entsprach.
Fitzpatrick ist derjenige Republikaner im Repräsentantenhaus, der mit 66,2 % am wenigsten mit der Trump-Administration stimmte.
Die Primary (Vorwahl) seiner Partei für die Wahlen 2022 am 17. Mai gewann er mit 65,6 % klar. Er trat am 8. November 2022 gegen Ashley Ehasz von der Demokratischen Partei an. Er konnte die Wahl mit 56 % der Stimmen für sich entscheiden und war somit auch im Repräsentantenhaus des 118. Kongresses vertreten. In der Vorwahl zur Wahl 2024 zum 119. Kongress setzte er sich mit 61,5 % durch. In der Hauptwahl traf er wieder auf Ashley Ehasz und besiegte sie diesmal mit 56,4 %. Seine fünfte Legislaturperiode in dem Repräsentantenhaus des 119. Kongresses dauert noch bis zum 3. Januar 2027.

### Ausschüsse
Er ist aktuell Mitglied in folgenden Ausschüssen des Repräsentantenhauses:
- Committee on Ways and Means
  - Health
  - Oversight
- Permanent Select Committee on Intelligence
  - Defense Intelligence and Overhead Architecture
  - National Intelligence Enterprise

Zuvor war er auch Mitglied im Committee on Homeland Security, dem Committee on Small Business, dem Committee on Foreign Affairs sowie dem Committee on Transportation and Infrastructure. Außerdem ist er Mitglied in 36 Caucuses.

## Positionen
Im Mai 2023 war Fitzpatrick Teil einer überparteilichen Gruppe, die ein Gesetz einführen wollte, das Mitgliedern des Kongresses verbietet, Aktien zu besitzen oder zu handeln.
Fitzpatrick stimmte für die Einrichtung eines Untersuchungsausschusses des Kongresses zur Untersuchung des Angriffs auf das Kapitol im Januar 2021 und unterstützte strafrechtliche Ermittlungen gegen Trump. Er stimmte aber auch gegen die Amtsenthebung von Donald Trump im ersten und zweiten Amtsenthebungsverfahren.